# Друга битка код Панипата
Друга битка код Панипата (1556) била је победа Могулског царства над Афганским Царством у борбама за превласт у Индији.

## Битка
У бици код Панипата у источном делу Панџаба, око 90 км северозападно од Делхија, велики могул Индије Акбар Велики поразио је 1556. афганску војску , која је под Химуом (енгл. Hemu), продрла на територију Могулске Империје.

## Последице
Овом победом Бабур је срушио исламски Делхијски султанат и основао моћну Могулску (Монголску) Империју и династију Могула у Индији.